# Glenn Zottola
Glenn Paul Zottola, (nacido el 28 de abril de 1947)  es un trompetista y saxofonista de jazz estadounidense.
Es conocido por su trabajo con Lionel Hampton, Benny Goodman y Bob Wilber, y ha acompañado a una amplia gama de vocalistas, incluidos Mel Tormé, Frank Sinatra, Peggy Lee, Ella Fitzgerald y Joe Williams.  Ha grabado más de 50 álbumes y, en 1988, fue solista destacado en el 50 aniversario del Concierto del Carnegie Hall de Benny Goodman.  En 1995, Zottola fue líder de la banda en el programa de entrevistas diurno de televisión de Suzanne Somers en Universal Studios.  

## Discografía

### Como líder
- Live at Eddie Condon's (Dreamstreet, 1981)
- Secret Love (Famous Door, 1982)
- Stardust (Famous Door, 1984)
- Christmas in Jazztime (Dreamstreet, 1986)
- Bechet Legacy: Birch Hall Concerts Live con Bob Wilber (Classic Jazz, 2013)
- Charlie Parker with Strings Revisited (Classic Jazz, 2015)

### Como acompañante
Con Butch Miles
- Butch Miles Salutes Chick Webb (Famous Door, 1980)
- Butch Miles Swings Some Standards (Famous Door, 1981)
- Butch Miles Salutes Gene Krupa (Famous Door, 1982)
- More Miles... More Standards (Famous Door, 1985)

Con Bob Wilber
- Bob Wilber and the Bechet Legacy (Bodeswell, 1981)
- Ode to Bechet (Jazzology, 1982)
- On the Road (Bodeswell, 1992)

Con otros
- Mousey Alexander, The Mouse Roars! (Famous Door, 1979)
- Steve Allen, Steve Allen Plays Jazz Tonight (Concord Jazz, 1993)
- Phil Bodner et al, Highlights in Jazz (Stash, 1985)
- George Kelly, Plays the Music of Don Redman (Stash, 1984)
- Peggy Lee, Love Held Lightly (Angel, 1993)
- George Masso, A Swinging Case of Masso-Ism (Famous Door, 1981)
- George Masso, No Frills, Just Music (Famous Door, 1984)
- Maxine Sullivan, Together (Atlantic, 1987)